# Seznam medailistek na mistrovství Evropy ve skocích do vody
Toto je seznam medailistek ve skocích do vody na mistrovství Evropy kterou pořádá Evropská plavecká liga (LEN).

## 1 m prkno
| Rok     | Zlato                      | Zlato  | Stříbro                          | Stříbro | Bronz                         | Bronz  |
| ------- | -------------------------- | ------ | -------------------------------- | ------- | ----------------------------- | ------ |
| ME 1989 | Irina Lašková (URS)        | 278,46 | Brita Baldusová (GDR)            | 267,24  | Marina Babkovová (URS)        | 216,00 |
| ME 1991 | Brita Baldusová (GER)      | 282,54 | Irina Lašková (URS)              | 269,52  | Conny Schmalfußová (GER)      | 238,50 |
| ME 1993 | Simona Kochová (GER)       | 278,94 | Irina Lašková (RUS)              | 276,24  | Vera Iljinová (RUS)           | 275,40 |
| ME 1995 | Vera Iljinová (RUS)        | 275,25 | Dörte Lindnerová (GER)           | 271,20  | Svetlana Alexejevová (BLR)    | 240,72 |
| ME 1997 | Vera Iljinová (RUS)        | 268,14 | Irina Lašková (RUS)              | 264,72  | Dörte Lindnerová (GER)        | 264,36 |
| ME 1999 | Vera Iljinová (RUS)        | 283,41 | Irina Lašková (RUS)              | 277,59  | Conny Schmalfußová (GER)      | 265,11 |
| ME 2000 | Vera Iljinová (RUS)        | 275,28 | Heike Fischerová (GER)           | 256,83  | Natalija Umyskovová (RUS)     | 252,00 |
| ME 2002 | Heike Fischerová (GER)     | 308,58 | Vera Iljinová (RUS)              | 307,53  | Natalija Umyskovová (RUS)     | 285,03 |
| ME 2004 | Heike Fischerová (GER)     | 289,26 | Natalija Umyskovová (RUS)        | 285,45  | Tania Cagnottová (ITA)        | 283,95 |
| ME 2006 | Anna Lindbergová (SWE)     | 291,90 | Ditte Kotzianová (GER)           | 279,30  | Maria Marconiová (ITA)        | 267,35 |
| ME 2008 | Anna Lindbergová (SWE)     | 293,85 | Nóra Bartová (HUN)               | 270,60  | Katja Dieckowová (GER)        | 264,15 |
| ME 2009 | Tania Cagnottová (ITA)     | 290,90 | Maria Marconiová (ITA)           | 280,20  | Katja Dieckowová (GER)        | 267,65 |
| ME 2010 | Tania Cagnottová (ITA)     | 299,70 | Anna Lindbergová (SWE)           | 293,70  | Anastasija Pozdňakovová (RUS) | 282,65 |
| ME 2011 | Tania Cagnottová (ITA)     | 312,05 | Naděžda Bažinová (RUS)           | 288,75  | Anna Lindbergová (SWE)        | 287,80 |
| ME 2012 | Anna Lindbergová (SWE)     | 301,35 | Tania Cagnottová (ITA)           | 281,30  | Naděžda Bažinová (RUS)        | 275,15 |
| ME 2013 | Tania Cagnottová (ITA)     | 301,20 | Naděžda Bažinová (RUS)           | 274,35  | Marija Poljakovová (RUS)      | 273,90 |
| ME 2014 | Tania Cagnottová (ITA)     | 289,30 | Kristina Ilinychová (RUS)        | 288,55  | Tina Punzelová (GER)          | 286,70 |
| ME 2015 | Tania Cagnottová (ITA)     | 291,20 | Naděžda Bažinová (RUS)           | 279,40  | Olena Fedorovová (UKR)        | 275,40 |
| ME 2016 | Tania Cagnottová (ITA)     | 284,15 | Elena Bertocchiová (ITA)         | 281,30  | Naděžda Bažinová (RUS)        | 280,75 |
| ME 2017 | Elena Bertocchiová (ITA)   | 282,80 | Naděžda Bažinová (RUS)           | 277,35  | Louisa Stawczynská (GER)      | 271,80 |
| ME 2018 | Marija Poljakovová (RUS)   | 285,55 | Naděžda Bažinová (RUS)           | 276,00  | Elena Bertocchiová (ITA)      | 271,25 |
| ME 2019 | Vitalija Koroljovová (RUS) | 266,70 | Olena Fedorovová (UKR)           | 263,45  | Kristina Ilinychová (RUS)     | 263,05 |
| ME 2020 | Elena Bertocchiová (ITA)   | 259,90 | Michelle Heimbergová (SUI)       | 255,55  | Chiara Pellacaniová (ITA)     | 254,15 |
| ME 2022 | Elena Bertocchiová (ITA)   | 264,25 | Emma Gullstrandová (SWE)         | 259,65  | Chiara Pellacaniová (ITA)     | 259,05 |
| ME 2023 | Michelle Heimbergová (SUI) | 273,25 | Emilia Nilssonová-Garipová (SWE) | 273,10  | Grace Reidová (GBR)           | 266,90 |

## 3 m prkno
| Rok     | Zlato                          | Zlato  | Stříbro                          | Stříbro | Bronz                              | Bronz  |
| ------- | ------------------------------ | ------ | -------------------------------- | ------- | ---------------------------------- | ------ |
| ME 1927 | Klara Bornettová (AUT)         | 5      | Pauline Söhnchenová (GER)        | 11      | Johanne Rehbornová (GER)           | 14     |
| ME 1931 | Olga Jordanová (GER)           | 77,00  | Magdalene Epplyová (AUT)         | 72,86   | Berta Schlüterová (GER)            | 69,94  |
| ME 1934 | Olga Jenschová-Jordanová (GER) | 74,78  | Katinka Larsenová (GBR)          | 68,10   | Anni Kappová (GER)                 | 6556   |
| ME 1938 | Elizabeth Sladeová (GBR)       | 103,60 | Gerda Daumerlangová (GER)        | 102,28  | Edna Childová (GBR)                | 100,40 |
| ME 1947 | Madeleine Moreauová (FRA)      | 100,43 | Alma Staudingerová (AUT)         | 90,67   | Jeannette Aubertová-Pinciová (FRA) | 88,78  |
| ME 1950 | Madeleine Moreauová (FRA)      | 155,58 | Nicole Péllissardová (FRA)       | 140,64  | Birte Christoffersenová (DEN)      | 129,63 |
| ME 1954 | Valentina Čumičevová (URS)     | 129,45 | Birte Hansonová (SWE)            | 126,24  | Ljubov Žigalovová (URS)            | 125,30 |
| ME 1958 | Ninel Krutovová (URS)          | 124,22 | Charmain Welshová (GBR)          | 123,42  | Valentina Žedovová (URS)           | 122,75 |
| ME 1962 | Ingrid Krämerová (GDR)         | 153,57 | Christiane Lanzkeová (GDR)       | 137,78  | Natalija Kuzněcovová (URS)         | 133,78 |
| ME 1966 | Vera Baklanovová (URS)         | 136,59 | Delia Reinhardtová (GDR)         | 136,05  | Tamara Fedosovová (URS)            | 133,23 |
| ME 1970 | Heidi Beckerová (GDR)          | 420,63 | Marina Janickeová (GDR)          | 407,22  | Tamara Safronovová (URS)           | 405,60 |
| ME 1974 | Ulrika Knapeová (SWE)          | 465,57 | Irina Kalininová (URS)           | 460,17  | Tamara Safonovová (URS)            | 455,34 |
| ME 1977 | Christa Köhlerová (GDR)        | 444,30 | Beate Rotheová (GDR)             | 418,35  | Irina Kalininová (URS)             | 411,15 |
| ME 1981 | Žanna Cyrulnikovová (URS)      | 499,74 | Martina Jäschkeová (GDR)         | 492,18  | Irina Kalininová (URS)             | 467,31 |
| ME 1983 | Brita Baldusová (GDR)          | 494,88 | Taťjana Aljabevová (URS)         | 493,14  | Daphne Jongejansová (NED)          | 461,10 |
| ME 1985 | Žanna Cyrulnikovová (URS)      | 514,32 | Irina Sidorovová (URS)           | 476,70  | Heidemarie Grécká (TCH)            | 470,22 |
| ME 1987 | Daphne Jongejansová (NED)      | 525,78 | Marina Babkovová (URS)           | 518,88  | Brita Baldusová (GDR)              | 513,42 |
| ME 1989 | Marina Babkovová (URS)         | 514,23 | Brita Baldusová (GDR)            | 510,72  | Svetlana Alexejevová (URS)         | 486,09 |
| ME 1991 | Irina Lašková (URS)            | 524,97 | Vera Iljinová (URS)              | 513,03  | Brita Baldusová (GER)              | 498,03 |
| ME 1993 | Brita Baldusová (GER)          | 541,68 | Vera Iljinová (RUS)              | 494,25  | Simona Kochová (GER)               | 493,05 |
| ME 1995 | Vera Iljinová (RUS)            | 523,23 | Julija Pachalinová (RUS)         | 520,20  | Claudia Bocknerová (GER)           | 518,64 |
| ME 1997 | Julija Pachalinová (RUS)       | 567,30 | Vera Iljinová (RUS)              | 524,28  | Anna Lindbergová (SWE)             | 508,02 |
| ME 1999 | Vera Iljinová (RUS)            | 312,39 | Irina Lašková (RUS)              | 293,67  | Conny Schmalfußová (GER)           | 293,55 |
| ME 2000 | Julija Pachalinová (RUS)       | 578,37 | Dörte Lindnerová (GER)           | 528,72  | Anna Lindbergová (SWE)             | 523,77 |
| ME 2002 | Julija Pachalinová (RUS)       | 329,94 | Ditte Kotzianová (GER)           | 319,08  | Conny Schmalfußová (GER)           | 295,29 |
| ME 2004 | Julija Pachalinová (RUS)       | 575,94 | Vera Iljinová (RUS)              | 573,99  | Olena Fedorovová (UKR)             | 524,31 |
| ME 2006 | Anna Lindbergová (SWE)         | 330,60 | Ditte Kotzianová (GER)           | 324,90  | Nóra Bartová (HUN)                 | 319,85 |
| ME 2008 | Julija Pachalinová (RUS)       | 347,40 | Katja Dieckowová (GER)           | 330,80  | Olena Fedorovová (UKR)             | 319,70 |
| ME 2009 | Tania Cagnottová (ITA)         | 345,85 | Olena Fedorovová (UKR)           | 334,25  | Katja Dieckowová (GER)             | 317,20 |
| ME 2010 | Naděžda Bažinová (RUS)         | 324,10 | Anastasija Pozdňakovová (RUS)    | 316,40  | Nóra Bartová (HUN)                 | 291,75 |
| ME 2011 | Anna Lindbergová (SWE)         | 347,10 | Naděžda Bažinová (RUS)           | 325,55  | Tania Cagnottová (ITA)             | 324,25 |
| ME 2012 | Anna Lindbergová (SWE)         | 342,75 | Uschi Freitagová (GER)           | 321,40  | Olena Fedorovová (UKR)             | 315,00 |
| ME 2013 | Tina Punzelová (GER)           | 336,70 | Tania Cagnottová (ITA)           | 331,85  | Naděžda Bažinová (RUS)             | 326,10 |
| ME 2014 | Naděžda Bažinová (RUS)         | 322,80 | Tania Cagnottová (ITA)           | 318,25  | Nora Subschinská (GER)             | 317,90 |
| ME 2015 | Tania Cagnottová (ITA)         | 350,20 | Kristina Ilinychová (RUS)        | 334,15  | Tina Punzelová (GER)               | 330,90 |
| ME 2016 | Tania Cagnottová (ITA)         | 360,60 | Uschi Freitagová (NED)           | 330,60  | Grace Reidová (GBR)                | 328,55 |
| ME 2017 | Hanna Pysmenská (UKR)          | 303,30 | Michelle Heimbergová (SUI)       | 293,25  | Anastasija Nedobihová (UKR)        | 291,65 |
| ME 2018 | Grace Reidová (GBR)            | 329,40 | Alicia Blaggová (GBR)            | 327,70  | Tina Punzelová (GER)               | 324,65 |
| ME 2019 | Inge Jansenová (NED)           | 293,85 | Kristina Ilinychová (RUS)        | 292,60  | Tina Punzelová (GER)               | 290,15 |
| ME 2020 | Tina Punzelová (GER)           | 330,85 | Chiara Pellacaniová (ITA)        | 321,15  | Emma Gullstrandová (SWE)           | 319,60 |
| ME 2022 | Chiara Pellacaniová (ITA)      | 318,75 | Michelle Heimbergová (SUI)       | 301,80  | Yasmin Harperová (GBR)             | 296,20 |
| ME 2023 | Chiara Pellacaniová (ITA)      | 321,45 | Emilia Nilssonová-Garipová (SWE) | 316,60  | Michelle Heimbergová (SUI)         | 306,70 |

## 10 m věž
| Rok     | Zlato                                 | Zlato  | Stříbro                         | Stříbro | Bronz                                 | Bronz  |
| ------- | ------------------------------------- | ------ | ------------------------------- | ------- | ------------------------------------- | ------ |
| ME 1927 | Isabel Whiteová (GBR)                 | 5      | Irène Savollonová (FRA)         | 12,5    | Ewa Olliwierová (SWE)                 | 14,5   |
| ME 1931 | Magdalene Epplyová (AUT)              | 34,28  | Ingeborg Sjöqvistová (SWE)      | 32,62   | Renée Crettéová-Flavierová (FRA)      | 32,04  |
| ME 1934 | Hertha Schiecheová (GER)              | 35,43  | Ingeborg Sjöqvistová (SWE)      | 31,54   | Inger Kraghová (DEN)                  | 31,39  |
| ME 1938 | Inge Beekenová (DEN)                  | 37,09  | Ann-Margret Nirlingová (SWE)    | 36,92   | Susanne Heinzeová (GER)               | 36,39  |
| ME 1947 | Nicole Péllissardová (FRA)            | 60,03  | Irén Zságotová (HUN)            | 59,86   | Alma Staudingerová (AUT)              | 59,02  |
| ME 1950 | Nicole Péllissardová (FRA)            | 85,67  | Alma Staudingerová (AUT)        | 82,38   | Birte Christoffersenová (DEN)         | 82,31  |
| ME 1954 | Taťjana Karakašjancová (URS)          | 79,86  | Birte Hansonová (SWE)           | 72,17   | Eva Pfarrhoferová (AUT)               | 65,68  |
| ME 1958 | Aldona Kareckasová (URS)              | 81,14  | Raisa Gorochovská (URS)         | 80,93   | Birte Hansonová (SWE)                 | 80,34  |
| ME 1962 | Ingrid Krämerová (GDR)                | 107,96 | Ninel Krutovová (URS)           | 95,72   | Gabriele Schöpeová (GDR)              | 90,88  |
| ME 1966 | Natalija Kuzněcovová (URS)            | 100,93 | Inge Pertmayrová (AUT)          | 94,52   | Gabriele Kraußová (GDR)               | 91,22  |
| ME 1970 | Milena Duchková (TCH)                 | 336,33 | Marina Janickeová (GDR)         | 329,85  | Sylvia Fiedlerová (GDR)               | 322,26 |
| ME 1974 | Ulrika Knapeová (SWE)                 | 408,87 | Irina Kalininová (URS)          | 399,54  | Jelena Vajcechovská (URS)             | 366,12 |
| ME 1977 | Margit Schöpkeová (GDR)               | 363,00 | Jelena Vajcechovská (URS)       | 359,19  | Irina Kalininová (URS)                | 347,46 |
| ME 1981 | Katrin Zipperlingová (GDR)            | 433,05 | Taťjana Beljakovová (URS)       | 403,23  | Martina Jäschkeová (GDR)              | 393,33 |
| ME 1983 | Alla Lobankinová (URS)                | 455,52 | Anžela Stasjulevičová (URS)     | 448,56  | Ramona Wenzelová (GDR)                | 410,91 |
| ME 1985 | Anžela Stasjulevičová (URS)           | 414,27 | Ramona Wenzelová (GDR)          | 400,62  | Alla Lobankinová (URS)                | 388,95 |
| ME 1987 | Jelena Mirošinová (URS)               | 475,50 | Anžela Stasjulevičová (URS)     | 433,68  | Silke Abichtová (GDR)                 | 408,09 |
| ME 1989 | Ute Wetzigová (GDR)                   | 403,35 | Inga Afoninová (URS)            | 400,83  | Jana Eichlerová (GDR)                 | 395,55 |
| ME 1991 | Jelena Mirošinová (URS)               | 453,90 | Inga Afoninová (URS)            | 423,29  | Ute Wetzigová (GER)                   | 382,47 |
| ME 1993 | Svetlana Chochlovová (RUS)            | 434,25 | Ute Wetzigová (GER)             | 425,61  | Olena Župinová (UKR)                  | 411,81 |
| ME 1995 | Ute Wetzigová (GER)                   | 444,24 | Conny Schmalfußová (GER)        | 435,84  | Svetlana Timošininová (RUS)           | 431,55 |
| ME 1997 | Olga Christoforovová (RUS)            | 441,60 | Annika Walterová (GER)          | 438,66  | Svitlana Serbinová (UKR)              | 438,51 |
| ME 1999 | Olena Župinová (UKR)                  | 338,28 | Dolores Sáez-de-Ibarraová (ESP) | 329,22  | Svetlana Timošininová (RUS)           | 307,53 |
| ME 2000 | Svetlana Timošininová (RUS)           | 482,34 | Ute Wetzigová (GER)             | 476,73  | Olena Župinová (UKR)                  | 475,86 |
| ME 2002 | Anke Piperová (GER)                   | 337,05 | Tania Cagnottová (ITA)          | 331,32  | Olha Leonovová (UKR)                  | 321,93 |
| ME 2004 | Tania Cagnottová (ITA)                | 538,56 | Olena Župinová (UKR)            | 507,45  | Valentina Marocchiová (ITA)           | 504,93 |
| ME 2006 | Julija Prokopčuková (UKR)             | 338,00 | Anja Richterová (AUT)           | 332,35  | Christin Steuerová (GER)              | 330,40 |
| ME 2008 | Tania Cagnottová (ITA)                | 355,35 | Julija Prokopčuková (UKR)       | 328,35  | Elina Eggersová (SWE)                 | 319,65 |
| ME 2009 | Julija Koltunovová (RUS)              | 331,35 | Nora Subschinská (GER)          | 318,50  | Brooke Graddonová (GBR)               | 317,70 |
| ME 2010 | Christin Steuerová (GER)              | 354,50 | Noemi Batkiová (ITA)            | 343,80  | Julija Koltunovová (RUS)              | 340,45 |
| ME 2011 | Noemi Batkiová (ITA)                  | 346,35 | Julija Koltunovová (RUS)        | 327,30  | Maria Kurjová (GER)                   | 318,45 |
| ME 2012 | Julija Prokopčuková (UKR)             | 321,55 | Noemi Batkiová (ITA)            | 315,60  | Maria Kurjová (GER)                   | 312,65 |
| ME 2013 | Julija Prokopčuková (UKR)             | 373,30 | Julija Koltunovová (RUS)        | 371,10  | Maria Kurjová (GER)                   | 323,00 |
| ME 2014 | Sarah Barrowová (GBR)                 | 363,70 | Noemi Batkiová (ITA)            | 346,40  | Julija Prokopčuková (UKR)             | 341,35 |
| ME 2015 | Julija Prokopčuková (UKR)             | 327,50 | Laura Marinová (FRA)            | 323,60  | Noemi Batkiová (ITA)                  | 323,30 |
| ME 2016 | Julija Prokopčuková (UKR)             | 385,90 | Tonia Couchová (GBR)            | 352,70  | Georgia Wardová (GBR)                 | 325,05 |
| ME 2017 | Lois Toulsonová (GBR)                 | 330,75 | Anna Čujnyšenová (RUS)          | 326,90  | Julija Timošininová (RUS)             | 313,30 |
| ME 2018 | Celine van Duijnová (NED)             | 319,10 | Noemi Batkiová (ITA)            | 315,00  | Maria Kurjová (GER)                   | 308,15 |
| ME 2019 | Sofija Lyskunová (UKR)                | 330,00 | Celine van Duijnová (NED)       | 304,50  | Julija Timošininová (RUS)             | 304,45 |
| ME 2020 | Anna Konanychinová (RUS)              | 365,25 | Julija Timošininová (RUS)       | 329,20  | Andrea Spendoliniová-Sirieixová (GBR) | 326,60 |
| ME 2022 | Andrea Spendoliniová-Sirieixová (GBR) | 333,60 | Sofija Lyskunová (UKR)          | 329,80  | Christina Wassenová (GER)             | 314,10 |
| ME 2023 | Eden Chengová (GBR)                   | 331,60 | Christina Wassenová (GER)       | 330,95  | Sarah Jodoinová Di Mariaová (ITA)     | 320,10 |

## Synchronizované skoky – 3 m prkno
| Rok     | Zlato                                                                    | Zlato  | Stříbro                                                           | Stříbro | Bronz                                                             | Bronz  |
| ------- | ------------------------------------------------------------------------ | ------ | ----------------------------------------------------------------- | ------- | ----------------------------------------------------------------- | ------ |
| ME 1997 | Německo (GER) (Claudia Bocknerová, Conny Schmalfußová)                   | 267,96 | Rusko (RUS) (Irina Lašková, Julija Pachalinová)                   | 264,24  | Španělsko (ESP) (Julia Cruzová, Dolores Sáez-de-Ibarraová)        | 244,20 |
| ME 1999 | Ukrajina (UKR) (Hanna Sorokinová, Olena Župinová)                        | 285,15 | Německo (GER) (Simona Kochová, Conny Schmalfußová)                | 281,10  | Francie (FRA) (Odile Souchonová, Julie Danauxová)                 | 262,68 |
| ME 2000 | Rusko (RUS) (Vera Iljinová, Julija Pachalinová)                          | 312,00 | Německo (GER) (Dörte Lindnerová, Conny Schmalfußová)              | 272,52  | Ukrajina (UKR) (Hanna Sorokinová, Olena Župinová)                 | 263,88 |
| ME 2002 | Německo (GER) (Ditte Kotzianová, Conny Schmalfußová)                     | 312,00 | Rusko (RUS) (Vera Iljinová, Julija Pachalinová)                   | 308,76  | Itálie (ITA) (Tania Cagnottová, Maria Marconiová)                 | 268,98 |
| ME 2004 | Rusko (RUS) (Vera Iljinová, Julija Pachalinová)                          | 337,38 | Německo (GER) (Ditte Kotzianová, Conny Schmalfußová)              | 302,64  | Ukrajina (UKR) (Olena Fedorovová, Christina Iščenková)            | 289,59 |
| ME 2006 | Rusko (RUS) (Natalika Umyskovová, Naděžda Bažinová)                      | 314,55 | Německo (GER) (Heike Fischerová, Ditte Kotzianová)                | 298,68  | Ukrajina (UKR) (Olena Fedorovová, Christina Iščenková)            | 292,17 |
| ME 2008 | Rusko (RUS) (Julija Pachalinová, Anastasija Pozdňakovová)                | 327,57 | Německo (GER) (Heike Fischerová, Ditte Kotzianová)                | 305,64  | Ukrajina (UKR) (Olena Fedorovová, Alevtyna Koroljovová)           | 301,86 |
| ME 2009 | Itálie (ITA) (Tania Cagnottová, Francesca Dallapèová)                    | 317,40 | Německo (GER) (Katja Dieckowová, Nora Subschinská)                | 312,60  | Ukrajina (UKR) (Olena Fedorovová, Alevtyna Koroljovová)           | 301,38 |
| ME 2010 | Itálie (ITA) (Tania Cagnottová, Francesca Dallapèová)                    | 327,90 | Ukrajina (UKR) (Olena Fedorovová, Hanna Pysmenská)                | 312,00  | Rusko (RUS) (Anastasija Pozdňakovová, Svetlana Filippovová)       | 307,50 |
| ME 2011 | Itálie (ITA) (Tania Cagnottová, Francesca Dallapèová)                    | 320,40 | Rusko (RUS) (Naděžda Bažinová, Svetlana Filippovová)              | 317,13  | Německo (GER) (Katja Dieckowová, Uschi Freitagová)                | 295,50 |
| ME 2012 | Itálie (ITA) (Tania Cagnottová, Francesca Dallapèová)                    | 325,50 | Ukrajina (UKR) (Olena Fedorovová, Hanna Pysmenská)                | 302,10  | Německo (GER) (Katja Dieckowová, Uschi Freitagová)                | 296,70 |
| ME 2013 | Itálie (ITA) (Tania Cagnottová, Francesca Dallapèová)                    | 324,30 | Ukrajina (UKR) (Hanna Pysmenská, Olena Fedorovová)                | 300,60  | Spojené království (GBR) (Rebecca Gallantreeová, Alicia Blaggová) | 292,17 |
| ME 2014 | Itálie (ITA) (Tania Cagnottová, Francesca Dallapèová)                    | 328,50 | Německo (GER) (Tina Punzelová, Nora Subschinská)                  | 313,50  | Ukrajina (UKR) (Olena Fedorovová, Hanna Pysmenská)                | 307,20 |
| ME 2015 | Itálie (ITA) (Tania Cagnottová, Francesca Dallapèová)                    | 313,08 | Německo (GER) (Tina Punzelová, Nora Subschinská)                  | 302,70  | Rusko (RUS) (Naděžda Bažinová, Kristina Ilinychová)               | 298,50 |
| ME 2016 | Itálie (ITA) (Tania Cagnottová, Francesca Dallapèová)                    | 327,81 | Spojené království (GBR) (Alicia Blaggová, Rebecca Gallantreeová) | 319,32  | Rusko (RUS) (Naděžda Bažinová, Kristina Ilinychová)               | 304,20 |
| ME 2017 | Rusko (RUS) (Naděžda Bažinová, Kristina Ilinychová)                      | 304,80 | Německo (GER) (Tina Punzelová, Friederike Freyerová)              | 284,10  | Nizozemsko (NED) (Inge Jansenová, Daphne Wilsová)                 | 283,80 |
| ME 2018 | Itálie (ITA) (Elena Bertocchiová, Chiara Pellacaniová)                   | 289,26 | Německo (GER) (Lena Hentschelová, Tina Punzelová)                 | 286,80  | Rusko (RUS) (Naděžda Bažinová, Kristina Ilinychová)               | 282,90 |
| ME 2019 | Rusko (RUS) (Uljana Kljujevová, Vitalija Koroljovová)                    | 290,70 | Německo (GER) (Lena Hentschelová, Tina Punzelová)                 | 288,87  | Ukrajina (UKR) (Viktorija Kesarová, Hanna Pysmenská)              | 287,37 |
| ME 2020 | Německo (GER) (Lena Hentschelová, Tina Punzelová)                        | 307,29 | Itálie (ITA) (Elena Bertocchiová, Chiara Pellacaniová)            | 307,20  | Rusko (RUS) (Uljana Kljujevová, Vitalija Koroljovová)             | 291,00 |
| ME 2022 | Německo (GER) (Lena Hentschelová, Tina Punzelová)                        | 281,16 | Itálie (ITA) (Elena Bertocchiová, Chiara Pellacaniová)            | 260,76  | Švédsko (SWE) (Emilia Nilssonová, Elna Widerströmová)             | 257,70 |
| ME 2023 | Spojené království (GBR) (Desharne Bentová-Ashmeilová, Amy Rollinsonová) | 279,90 | Německo (GER) (Lena Hentschelová, Jana-Lisa Rotherová)            | 276,33  | Itálie (ITA) (Elena Bertocchiová, Chiara Pellacaniová)            | 273,69 |

## Synchronizované skoky – 10 m věž
| Rok     | Zlato                                                                       | Zlato  | Stříbro                                                      | Stříbro | Bronz                                                              | Bronz  |
| ------- | --------------------------------------------------------------------------- | ------ | ------------------------------------------------------------ | ------- | ------------------------------------------------------------------ | ------ |
| ME 1997 | Německo (GER) (Ute Wetzigová, Anke Piperová)                                | 269,76 | Francie (FRA) (Julie Danauxová, Odile Souchonová)            | 240,54  | Rakousko (AUT) (Marion Reiffová, Anja Richterová)                  | 215,67 |
| ME 1999 | Rusko (RUS) (Jevgenija Olševská, Svetlana Timošininová)                     | 272,46 | Německo (GER) (Anke Piperová, Ute Wetzigová)                 | 264,69  | Francie (FRA) (Odile Souchonová, Julie Danauxová)                  | 254,94 |
| ME 2000 | Německo (GER) (Anke Piperová, Ute Wetzigová)                                | 268,05 | Rusko (RUS) (Jevgenija Olševská, Svetlana Timošininová)      | 265,20  | Ukrajina (UKR) (Olha Leonovová, Olena Župinová)                    | 246,54 |
| ME 2002 | Německo (GER) (Ditte Kotzianová, Annett Gammová)                            | 309,78 | Ukrajina (UKR) (Olha Leonovová, Olena Župinová)              | 284,97  | Rusko (RUS) (Jevgenija Olševská, Svetlana Timošininová)            | 283,02 |
| ME 2004 | Německo (GER) (Nora Subschinská, Annett Gammová)                            | 303,72 | Španělsko (ESP) (Dolores Sáez-de-Ibarraová, Leire Santosová) | 294,6   | Itálie (ITA) (Brenda Spazianiová, Valentina Marocchiová)           | 294,06 |
| ME 2006 | Německo (GER) (Annett Gammová, Nora Subschinská)                            | 325,92 | Rusko (RUS) (Natalija Gončarovová, Julija Koltunovová)       | 306,24  | Ukrajina (UKR) (Julija Prokopčuková, Kateryna Žuková)              | 297,21 |
| ME 2008 | Německo (GER) (Annett Gammová, Nora Subschinská)                            | 336,63 | Ukrajina (UKR) (Alina Čaplenková, Julija Prokopčuková)       | 334,20  | Itálie (ITA) (Noemi Batkiová, Tania Cagnottová)                    | 323,13 |
| ME 2009 | Rusko (RUS) (Natalija Gončarovová, Julija Koltunovová)                      | 315,78 | Německo (GER) (Nora Subschinská, Josephine Möllerová)        | 296,28  | Spojené království (GBR) (Helen Galashanová, Carol Galashanová)    | 291,96 |
| ME 2010 | Německo (GER) (Christin Steuerová, Nora Subschinská)                        | 319,68 | Ukrajina (UKR) (Alina Čaplenková, Julija Prokopčuková)       | 306,30  | Spojené království (GBR) (Monique Gladdingová, Megan Sylvesterová) | 300,66 |
| ME 2011 | Rusko (RUS) (Julija Koltunovová, Darija Govorová)                           | 322,26 | Německo (GER) (Nora Subschinská, Christin Steuerová)         | 317,76  | Ukrajina (UKR) (Julija Prokopčuková, Alina Čaplenková)             | 315,24 |
| ME 2012 | Spojené království (GBR) (Sarah Barrowová, Tonia Couchová)                  | 319,56 | Ukrajina (UKR) (Julija Prokopčuková, Viktorija Potěchinová)  | 310,68  | Německo (GER) (Christin Steuerová, Nora Subschinská)               | 303,93 |
| ME 2013 | Rusko (RUS) (Julija Koltunovová, Natalija Gončarovová)                      | 315,66 | Spojené království (GBR) (Tonia Couchová, Sarah Barrowová)   | 306,24  | Německo (GER) (Maria Kurjová, Julia Stolleová)                     | 299,16 |
| ME 2014 | Rusko (RUS) (Jekatěrina Petuchovová, Julija Timošininová)                   | 314,70 | Německo (GER) (Maria Kurjová, My Phanová)                    | 290,01  | Maďarsko (HUN) (Villő Kormosová, Zsófia Reisingerová)              | 279,48 |
| ME 2015 | Rusko (RUS) (Julija Timošininová, Jekatěrina Petuchovová)                   | 319,20 | Spojené království (GBR) (Georgia Wardová, Robyn Birchová)   | 310,74  | Maďarsko (HUN) (Villő Kormosová, Zsófia Reisingerová)              | 291,72 |
| ME 2016 | Německo (GER) (Maria Kurjová, My Phanová)                                   | 279,75 | Ukrajina (UKR) (Hanna Krasnošlyková, Vlada Tacenková)        | 278,01  | Maďarsko (HUN) (Villő Kormosová, Zsófia Reisingerová)              | 274,74 |
| ME 2017 | Spojené království (GBR) (Ruby Bowerová, Phoebe Banksová)                   | 299,19 | Rusko (RUS) (Julija Timošininová, Valerija Belovová)         | 297,00  | Ukrajina (UKR) (Valerija Ljulková, Sofija Lyskunová)               | 288,96 |
| ME 2018 | Spojené království (GBR) (Eden Chengová, Lois Toulsonová)                   | 289,74 | Rusko (RUS) (Jekatěrina Beljajevová, Julija Timošininová)    | 288,60  | Německo (GER) (Maria Kurjová, Elena Wassenová)                     | 284,64 |
| ME 2019 | Itálie (ITA) (Noemi Batkiová, Chiara Pellacaniová)                          | 290,34 | Spojené království (GBR) (Phoebe Banksová, Emily Martinová)  | 284,40  | Rusko (RUS) (Jekatěrina Beljajevová, Julija Timošininová)          | 277,50 |
| ME 2020 | Rusko (RUS) (Jekatěrina Beljajevová, Julija Timošininová)                   | 307,44 | Spojené království (GBR) (Eden Chengová, Lois Toulsonová)    | 290,58  | Ukrajina (UKR) (Ksenija Bajlová, Sofija Lyskunová)                 | 286,74 |
| ME 2022 | Spojené království (GBR) (Andrea Spendoliniová-Sirieixová, Lois Toulsonová) | 303,60 | Ukrajina (UKR) (Ksenija Bajlová, Sofija Lyskunová)           | 298,86  | Německo (GER) (Christina Wassenová, Elena Wassenová)               | 289,86 |
| ME 2023 | Německo (GER) (Christina Wassenová, Elena Wassenová)                        | 297,72 | Ukrajina (UKR) (Ksenija Bajlová, Sofija Esmanová)            | 274,68  | Španělsko (ESP) (Valeria Antolinová, Ana Carvajalová)              | 261,48 |